# Пёрышкин, Виктор Александрович
Ви́ктор Алекса́ндрович Пёрышкин (21 апреля 1924 — 6 ноября 1998) — советский дипломат, чрезвычайный и полномочный посланник 2 класса. Участник Великой Отечественной войны.

## Биография
На дипломатической работе с 1959 года.
- В 1959—1964 годах — сотрудник Посольства СССР в Объединённой Арабской Республике.
- В 1964—1966 годах — сотрудник центрального аппарата МИД СССР.
- В 1966—1968 годах — советник Посольства СССР в Йемене.
- В 1968—1969 годах — на ответственной работе в центральном аппарате МИД СССР.
- В 1969—1970 годах — советник Посольства СССР в Сирии.
- В 1970—1978 годах — на ответственной работе в центральном аппарате МИД СССР.
- С 23 ноября 1978 по 13 мая 1986 года — чрезвычайный и полномочный посол СССР в Джибути[2].